# Ступінь виїмковий

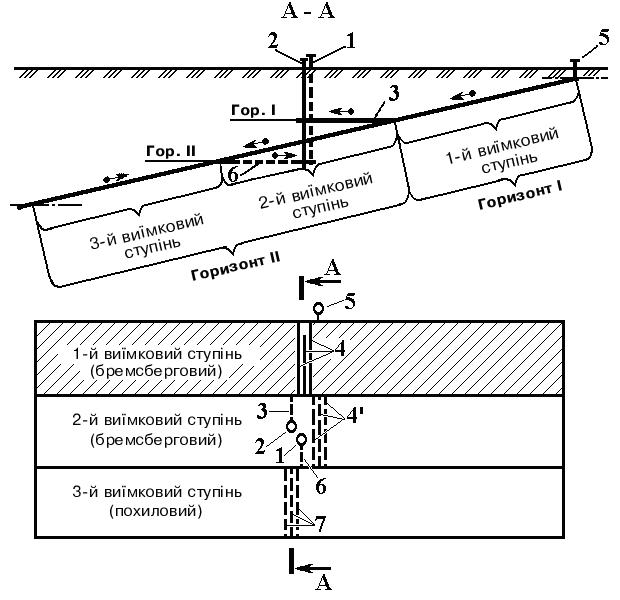
Рис. Розподіл шахтного поля на горизонти та виїмкові ступені: 1 — головний ствол; 2 — допоміжний ствол; 3 — квершлаґ 1-го горизонту; 4 — бремсберґ 1-го виїмкового ступеня (з хідниками); 4’ — те ж 2-го виїмкового ступеня; 5 — вентиляційний ствол (шурф); 6 — квершлаґ 2-го горизонту; 7 — похил з хідниками.

Ступінь виїмковий (рос. ступень выемочная; англ. winning stage; нім. Grubenfeldstufe f) — частина шахтного поля, що розташована вище (бремсберговий ступінь) або нижче (похиловий ступінь) транспортного (підйомного) горизонту, запаси якої відпрацьовуються на цей горизонт. Межами його за простяганням є межі шахтного поля, а за падінням та підняттям — межі сусідніх С.в. або ж, відповідно, нижня чи верхня межі шахтного поля.
Вживаються також синонімічні терміни — бремсберґове і похилове поле.
Транспортний горизонт може обслуговувати один виїмковий ступінь, як правило, бремсберґовий, або два — бремсберґовий та похиловий.